# Severni kovaček
Severni kovaček (znanstveno ime Phylloscopus trochilus) je majhen in pogost ptič pevec iz družine listnic (Phylloscopidae), ki gnezdi v Evropi in Aziji. Je selivka, prezimuje v tropskem delu Afrike. Zelo pogost je v severni Evropi, kjer je eden najštevilčnejših ptičev; samo na Britanskem otočju gnezdi več kot 3 milijone parov.
Po vrhu telesa je zelenkasto rjave barve, cel spodnji del pa je bledo rumen. Najopaznejša značilnost je dolga, rumena nadočesna proga. Na prvi pogled je zelo podoben vrbjemu kovačku, od katerega se najenostavneje loči po opaznejši nadočesni progi, svetlih nogah (vrbji kovaček ima črne noge) in močnejšem ter svetlejšem kljunu.